# Tronföljden efter Elisabet I

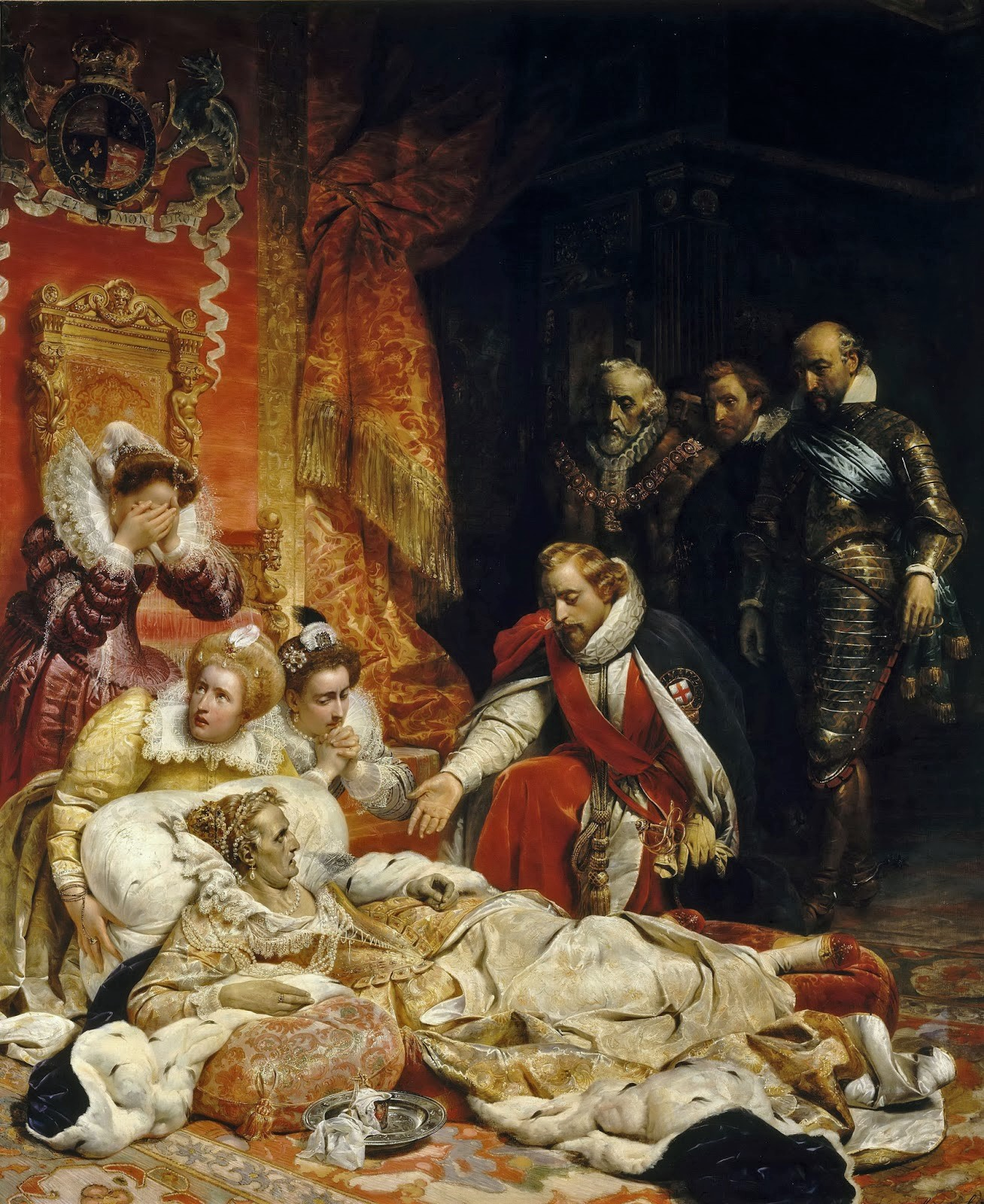
Symbolisk målning av tronskiftet 1603, Paul Delaroche (1828).

Tronföljden efter Elisabet I var en av de största politiska frågorna under hela den ogifta och barnlösa Elisabet I:s 45 år långa regeringstid mellan 1558 och 1603. Elisabet efterträddes vid sin död 1603 av sin kusinson kung Jakob VI av Skottland, vilket ledde till föreningen av England och Skottland i en personalunion: Union of the Crowns. Detta tronskifte skedde fredligt och problemfritt, men frågan om vem som skulle efterträda Elisabet hade i själva verket varit föremål för intensiva diskussioner och spekulationer i nästan ett halvt århundrade, och att den skulle gå problemfritt var ingenting som hade förutsetts. 

## Bakgrund
Drottning Elisabet var ogift och barnlös, och allteftersom det blev alltmer osannolikt att detta skulle förändras, växte frågan om tronföljden i betydelse. Frågan förvärrades av det faktum att Elisabet vägrade att utse en officiell tronföljare eller författa en tronföljdsordning. Eftersom det samtidigt fanns ett stort antal tänkbara tronföljare, blev tronföljden en aktuell fråga under hela hennes regeringstid.
Elisabet vägrade att skapa en tronföljdsordning, eftersom hon uppfattade närvaron av en tydligt utsedd tronarvinge som ett potentiell hot mot hennes liv. De olika kandidaterna som fanns tillgängliga innebar också olika slags problem som hade att göra med religion och Englands förhållande till Skottland, och dessa problem kunde skjutas på framtiden om Elisabet undvek att ta ställning. Hon uppfattade att hennes egen regering var säkrare om hon kunde spela ut de olika kandidaterna mot varandra och utnyttja människors spekulationer om tronföljden, snarare än att fastställa den. Parlamentet försökte få henne att ta upp frågan 1563, 1572 och under 1590-talet, men hon vägrade varje gång. 
Hennes policy att undvika tronföljden gjorde att frågan inte kunde diskuteras öppet, men den gjorde också att de tänkbara kandidaterna omgavs av spekulationer och blev föremål för intriger, komplotter och konspirationer. Teorier och förslag cirkulerade i hemliga pamfletter.

## Kandidater

### Suffolk
Eftersom Elisabet vägrade skapa en egen tronföljdsordning, utgick samtida mestadels från tronföljdsordningen från Henrik VIII:s regeringstid: första successionsakten (1534), andra successionsakten (1536) och tredje successionsakten (1544) samt Henrik VIII:s testamente (1546). Första successionsakten förklarade Maria I illegitim och Elisabet som tronarvinge. Andra successionsakten förklarade båda kungens döttrar – Maria och Elisabet – illegitima och uteslöt dem från tronföljden. Tredje successionsakten insatte prins Edvard VI som tronarvinge med hans systrar Maria och Elisabet efter honom i åldersordning. 
Henrik VIII:s testamente från 1546 kompletterade tredje successionsakten. Enligt lagen kom Henrik VIII:s tre barn Edvard, Maria och Elisabet först i tur. Men genom testamentet insattes därefter de tre döttrarna till hans äldre systerdotter Frances Brandon (dotter till hans yngre syster Maria Tudor, hertiginna av Suffolk): Jane Grey, Catherine Grey och Mary Grey. På plats nummer sju kom slutligen Margaret Stanley, grevinna av Derby, som var dotter till hans yngre systerdotter Eleanor Brandon (yngre dotter till Maria Tudor). Eftersom Elisabet vägrade skriva en egen tronföljdsordning, ansågs Henrik VIII:s testamente fortfarande gälla, även om det inte var officiellt eftersom Elisabet vägrade bekräfta detta. Suffolk-anspråken stöddes främst av protestanter som fokuserade på den juridiska sidan av saken. 
Lady Jane Grey avrättades före Elisabets trontillträde, men hennes yngre systrar spelade en roll i frågan. De stöddes som ett protestantiskt alternativ, och eftersom Henrik VIII:s testamente fortfarande gällde, betraktades Catherine Grey automatiskt av protestanterna som Elisabets tronföljare efter hennes tronbestigning 1558. Catherine Grey gifte sig emellertid i hemlighet 1560, vilket ledde till att Elisabet fängslade henne och förklarade hennes äktenskap ogiltigt och hennes barn illegitimt 1563; hon avled 1568. Hennes yngre syster Mary Grey gifte sig även hon mot Elisabets önskan och separerades från sin make och fängslades 1565; hon släpptes fri 1572 och avled barnlös 1578.
Efter Mary Greys död 1578 gick tronföljden inofficiellt vidare till Margaret Stanley. Hon greps dock 1579 anklagad för att ha anlitat en svartkonstnär för att förutsäga drottningens död och stämpla mot Elisabets liv. Svartkonstnären William Randall avrättades, medan Margaret placerades i husarrest; hon avled i onåd 1596, och när hon dog hade Elisabet överlevt alla personer som nämnts i Henrik VIII:s testamente. Hennes son Ferdinando Stanley, 5: earl av Derby betraktades av många som en trolig kandidat mellan 1579 och 1594. Efter hans död 1594 övergick anspråken till hans dotter Anne Stanley. Hon hade dock ingen möjlighet att hävda sig mot Jakob VI:s resurser och kontakter. 

### Stuart och Lennox
Henrik VIII hade uttryckligen uteslutit sin äldre syster, Margaret Tudor och hennes barn, från tronföljden. Men enligt allmänt accepterad traditionell tronföljdsordning var det hennes linje som i egenskap av den äldre betraktades som den legitima arvslinjen. 
Margarets linje delades i sin tur i två: hennes äldre barn i hennes äktenskap med Skottlands kung, Stuartlinjen, representerat av hennes sondotter Maria Stuart; och avkomman ur hennes andra äktenskap, Lennoxlinjen, representerat av Margaret Douglas, grevinna av Lennox, som var bosatt i England. 
Stuartlinjen betraktades som den mest legitima enligt traditionell tronföljdsordning. Men den gick samtidigt emot Henrik VIII:s testamente. Det innebar också komplikationer att låta den skotska kungafamiljen Stuart ärva Englands tron eftersom det innebar att England skulle förenas med Skottland. De som motsatte sig de utländska tronkandidaterna stödde sig på att den gamla lagen De natis ultra mare (1351) tycktes utesluta utlänningar från att ärva tronen. Dessutom var Maria Stuart katolik. Maria Stuart ansågs av katolska engelsmän och av det katolska Europa att ha blivit Englands legitima monark vid Maria I:s död 1558, eftersom Elisabet av katolikerna ansågs vara illegitim. Även många protestanter som stödde traditionell tronföljd betraktade henne som legitim tronarvinge; i deras fall dock efter Elisabets död. Maria Stuarts anspråk på Englands tron blev ett problem direkt efter Elisabets tronbestigning. 
När Maria Stuart år 1565 gifte sig med Margaret Douglas äldsta son Henry Darnley, ansågs Stuart och Lennox-anspråken av många förenade i deras son Jakob VI av Skottland. När Maria Stuart fängslades i England 1568, betraktades hon informellt som en tronarvinge som skulle bli ärva tronen närhelst Elisabet avled. Hon blev därefter föremål för många komplotter. Efter Maria Stuarts död 1587 tillföll hennes anspråk slutgiltigt hennes son Jakob VI. 
Men Lennoxlinjens anspråk hade också en alternativ kandidat i Margaret Douglas yngre son, Charles Stuart, 5th Earl of Lennox, som tilltalade de som trodde på traditionell tronföljd men ogillade tanken på att utlänningar skulle ärva tronen. Han avled 1576, och hans dotter Arabella Stuart betraktades länge som seriös kandidat. Hon betraktades som en passande tronarvinge fram till 1592-93, då Elisabets rådgivare Cecil i stället började rekommendera Jakob VI av Skottland framför henne. Arabella Stuart kom att betraktas med viss misstänksamhet av sin kusin Jakob VI, som till slut fängslade henne. 

### York
Yorklinjen härstammade ur ätten York. Den hade ett avlägset anspråk som stödde sig på hållningen att ätten Tudor från första början 1485 hade stulit tronen och inte hade rätt till den. Yorklinjen representerades av Henry Hastings, 3:e earl av Huntingdon, ättling till Margaret Pole. Robert Dudley uppgavs 1560 ha gett sitt stöd till denna kandidat. 

### Lancaster
Lancasterlinjen syftade på en mycket avlägsen släktskap som det spanska kungahuset hade fått genom den engelska prinsessan Katarina av Lancaster, och som gjorde att Filip II av Spanien ansåg att hans dotter Isabella Clara Eugenia av Spanien kunde göra anspråk på Englands tron, ett anspråk som han planerade att hävda med den spanska armadan 1588. Vid sin påtänkta erövring av England 1588, planerade Filip att placera sin dotter på Englands tron. Katoliker betraktade efter Maria Stuarts avrättning denna kandidat som ett seriöst alternativ.
Sedan den spanska armadan led nederlag 1588 hade detta anspråk i praktiken förlorat sina utsikter, men de förekom ändå fortsatt i spekulationerna.

## Bildgalleri

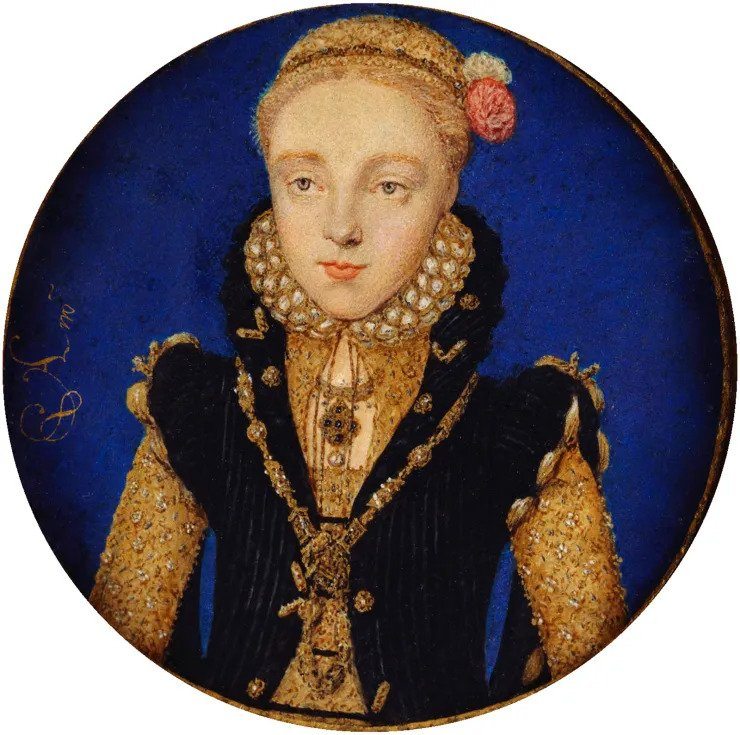
Katherine Grey
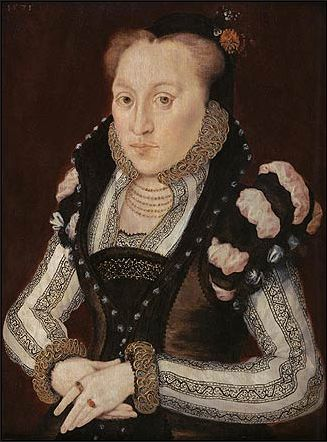
Mary Grey
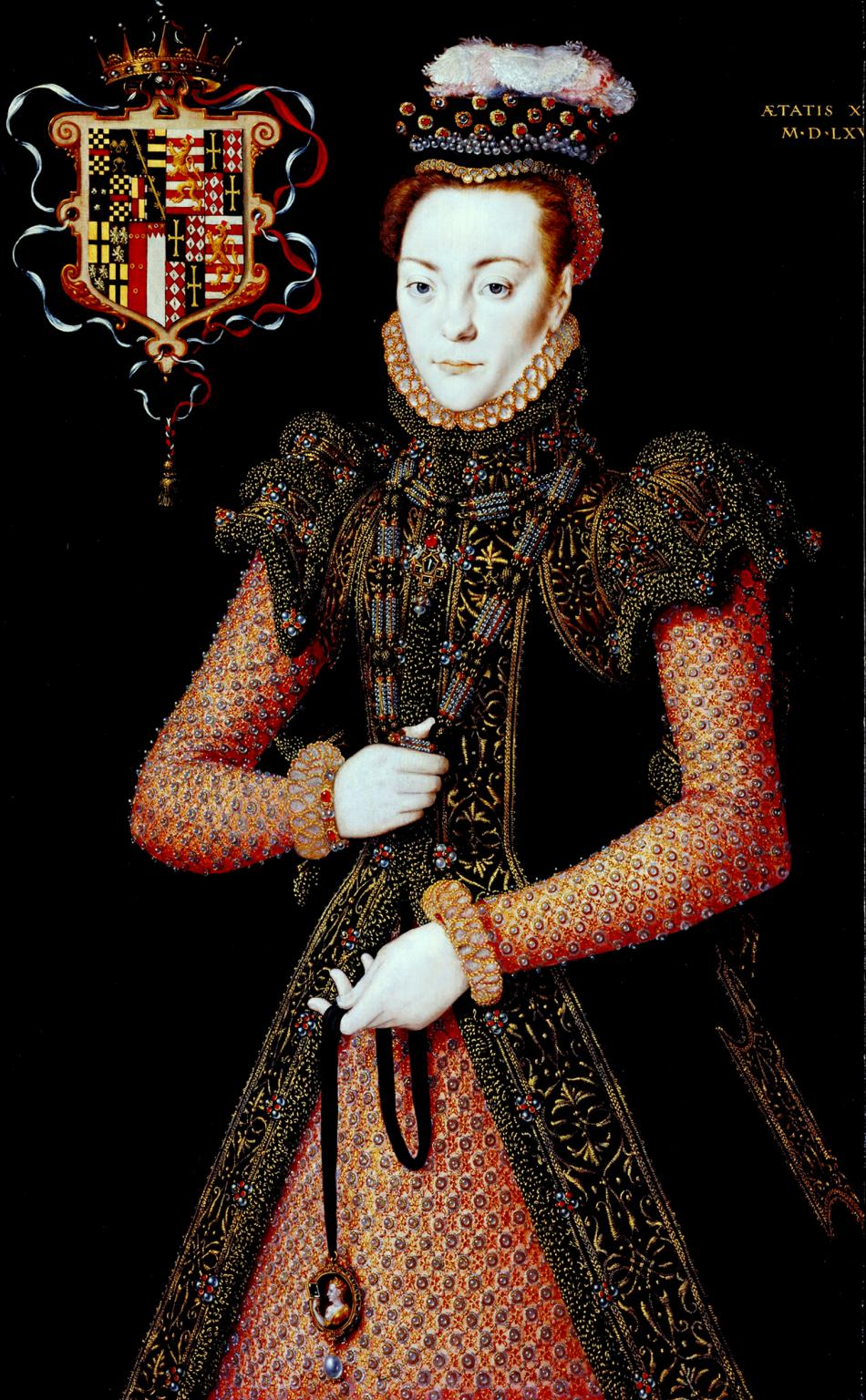
Margaret Stanley.
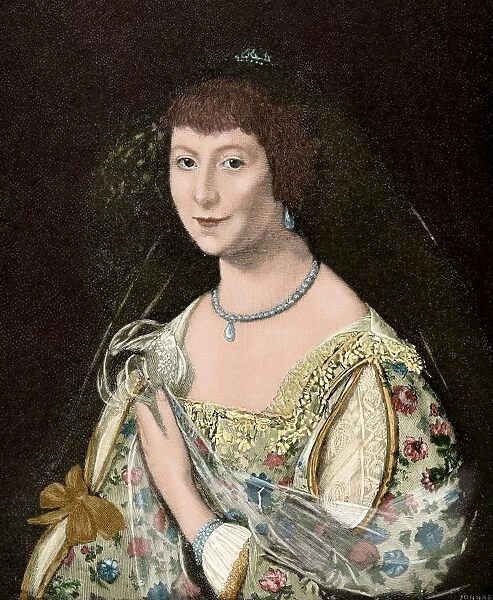
Anne Stanley.
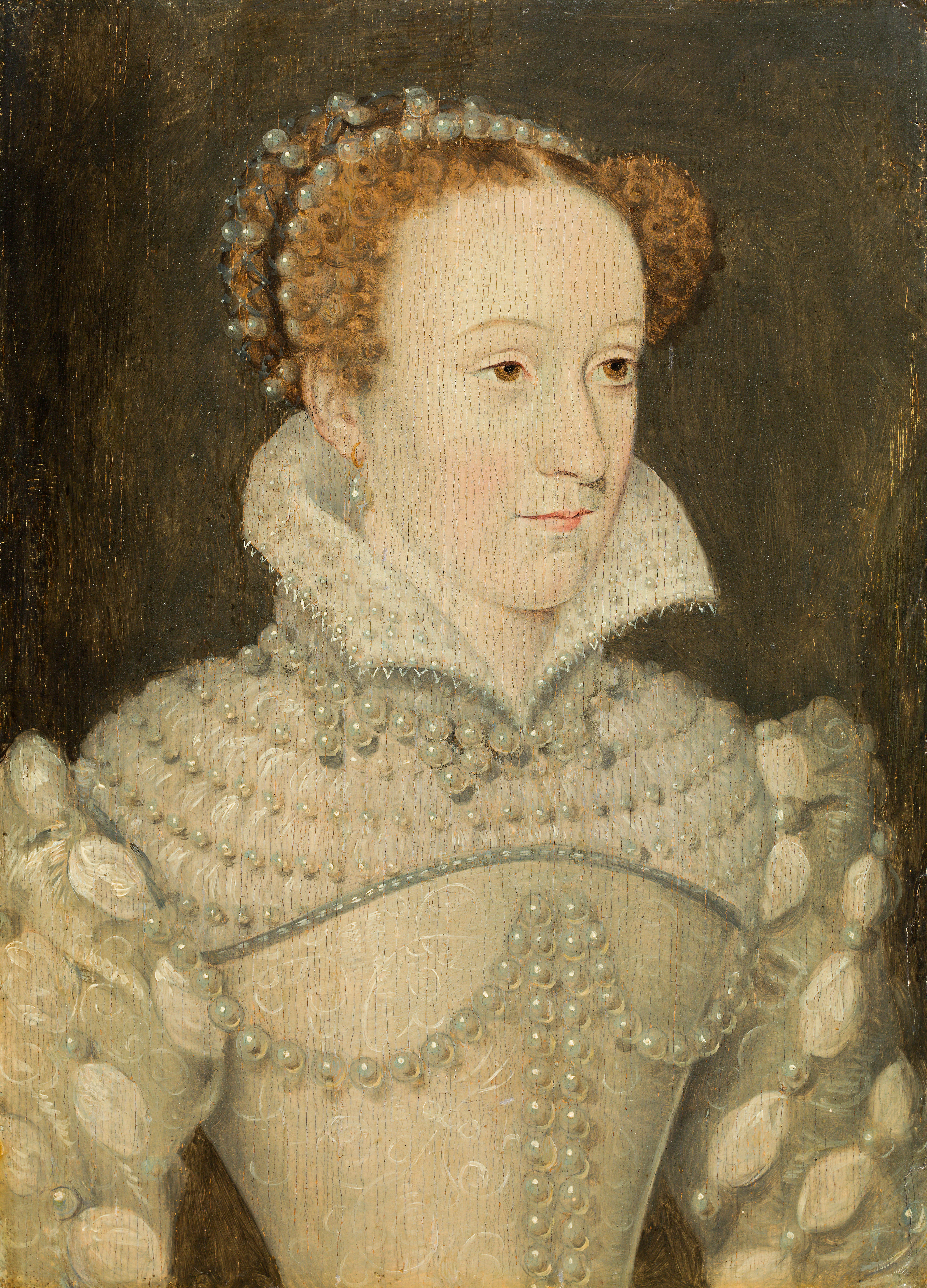
Maria Stuart.
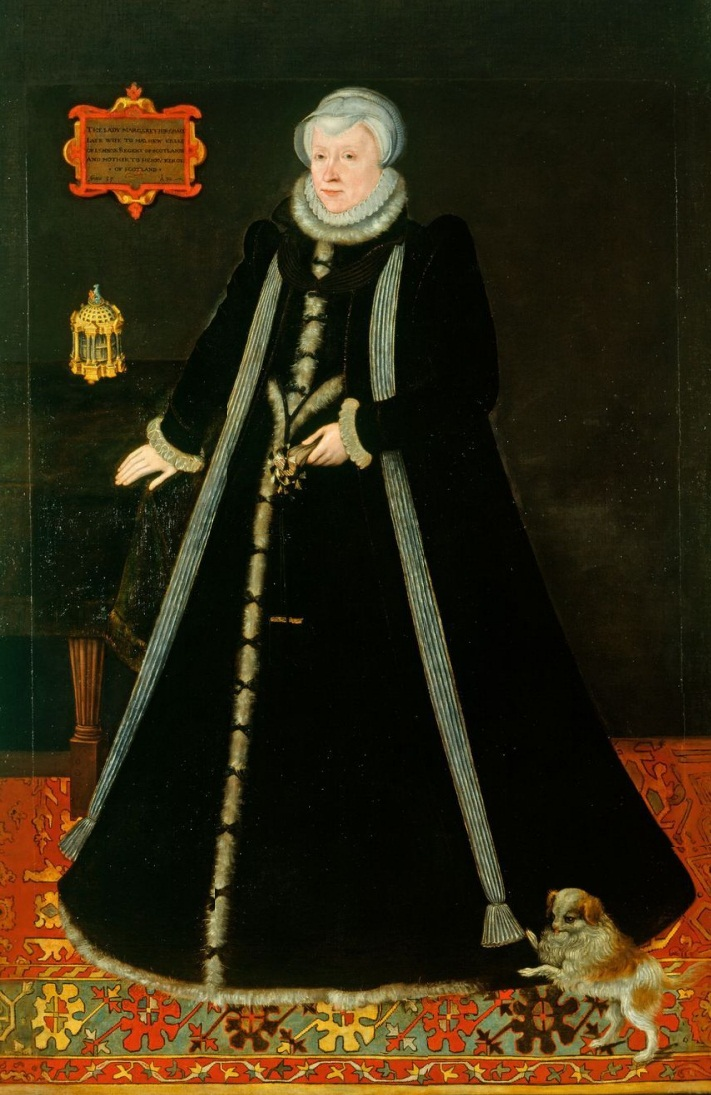
Margaret Douglas
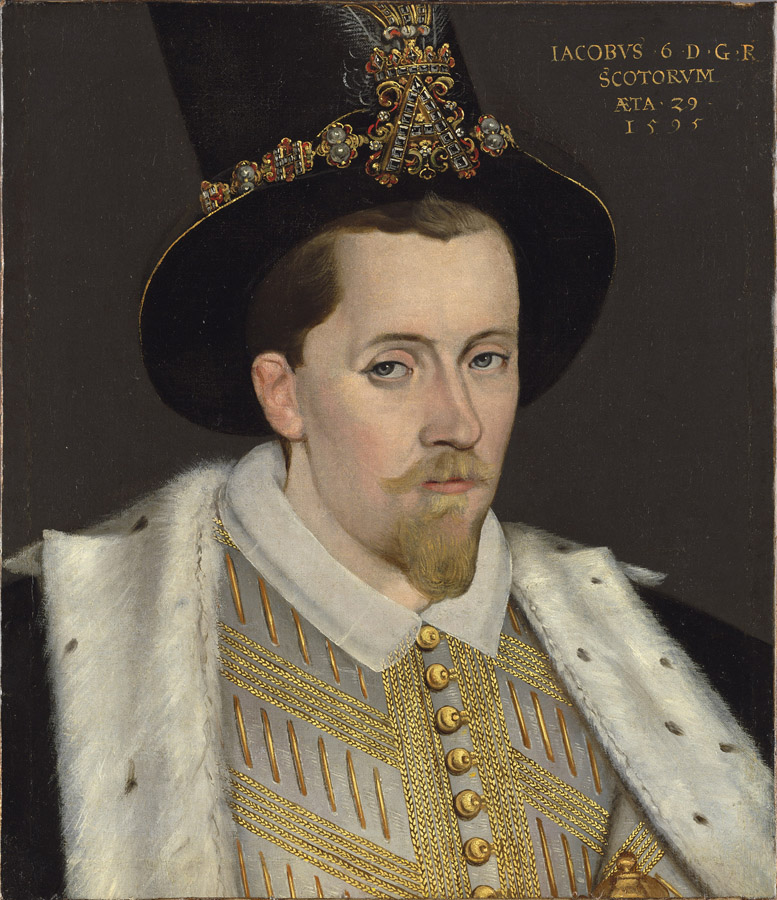
Jakob VI av Skottland.
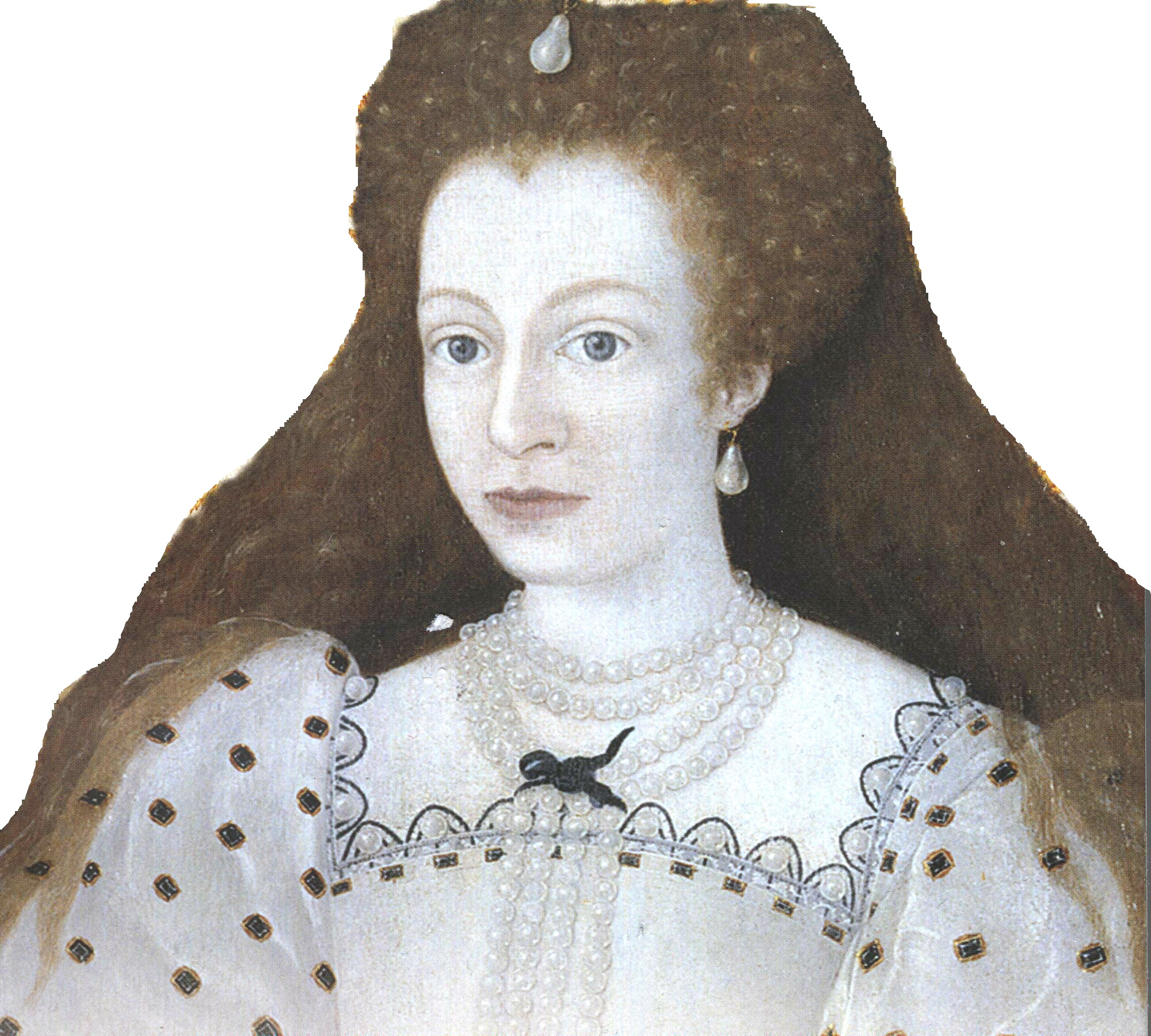
Arbella Stuart.
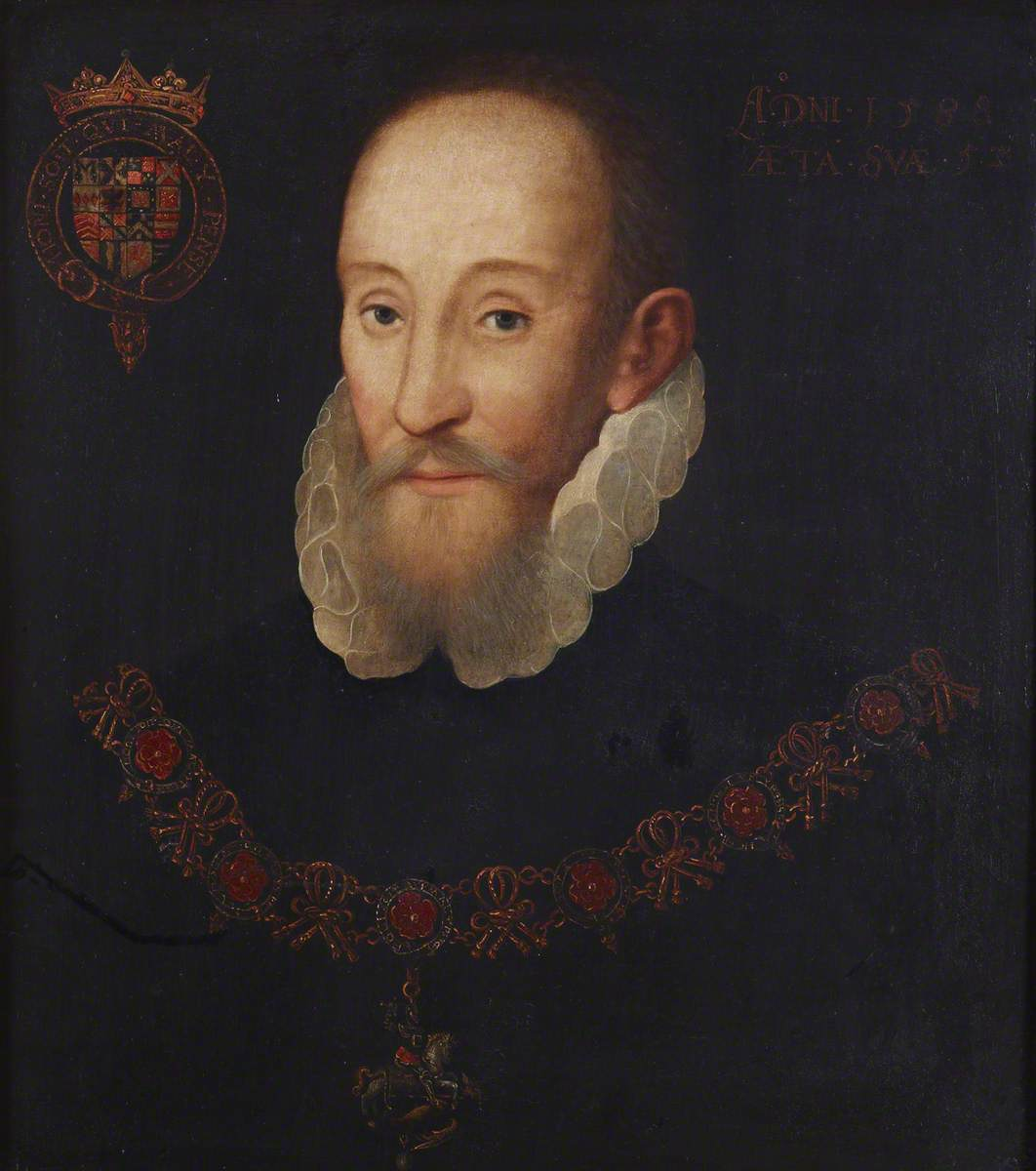
Henry Hastings, 3:e earl av Huntingdon.
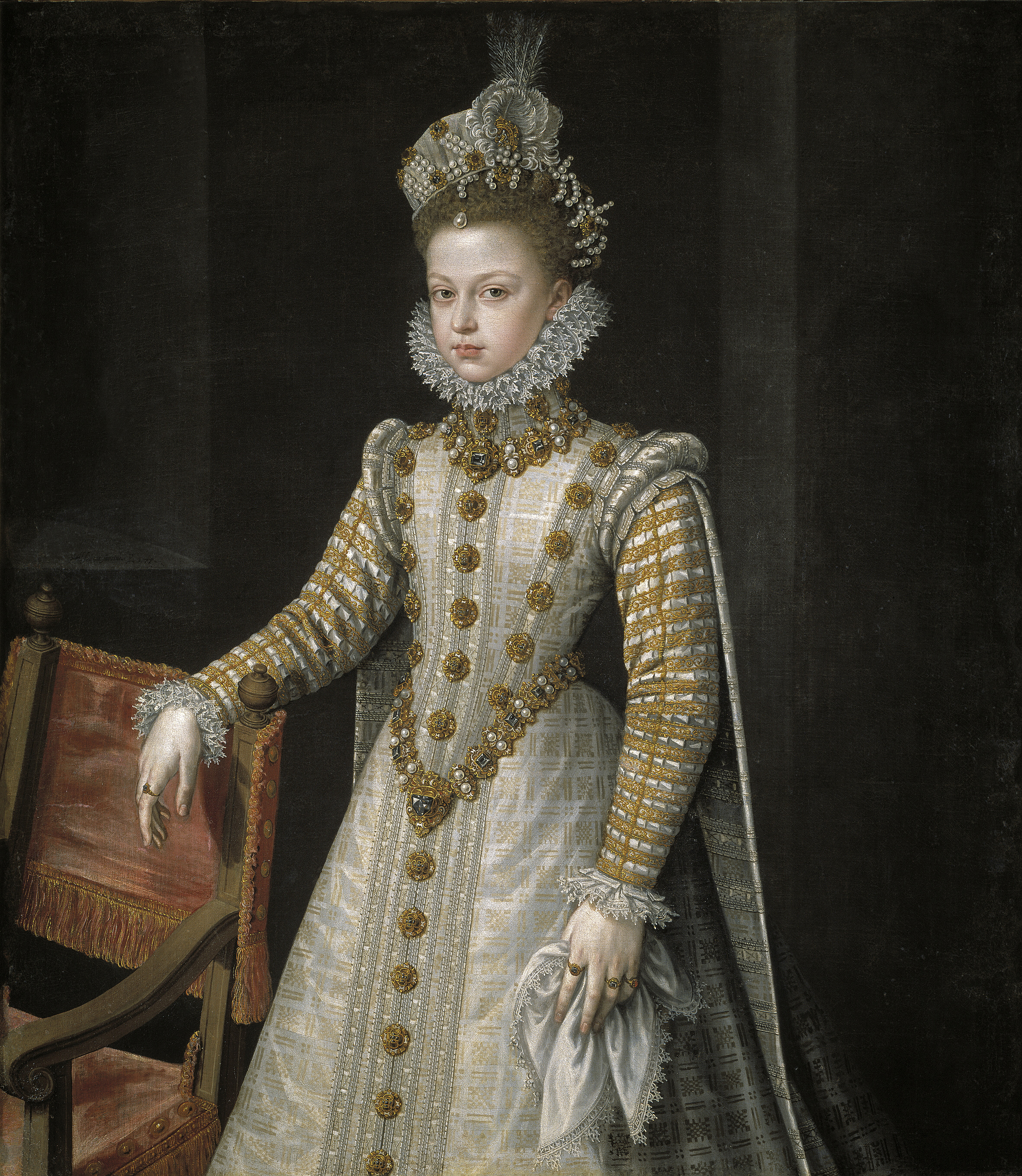
Isabella Clara Eugenia av Spanien